# جین راسل
ارنیستین جین جرالدین راسل (به انگلیسی: Ernestine Jane Geraldine Russell) ‏(۲۱ ژوئن ۱۹۲۱ – ۲۸ فوریهٔ ۲۰۱۱) بازیگر آمریکایی و یکی از نمادهای اصلی جاذبه جنسی هالیوود در دهه‌های ۱۹۴۰ و ۱۹۵۰ میلادی بود. راسل با برخی از کارگردان‌های بزرگ سینمای آمریکا از جمله هاوارد هاکس، نیکلاس ری و جوزف فون اشترنبرگ همکاری کرده بود. او به‌ویژه در ایفای نقش زنانی با جذابیت سکسی که از این حربه به خوبی بهره می‌برند، مهارت داشت.

## حرفه
جین راسل ابتدا در دنیای مد و زیبایی به شهرت رسید. او در مسابقه‌ای با عنوان در جستجوی «بهترین پستان آمریکا» مقام نخست را به‌دست‌آورد. او پس از مدتی فعالیت به عنوان مدل عکاسی، در بیست سالگی وارد عالم سینما شد. در سال ۱۹۴۳ نقش‌آفرینی جین راسل در فیلم وسترن «یاغی» او را به سوژه داغ رسانه‌ها تبدیل کرد. این فیلم به خاطر سینه‌های برجسته جین راسل اثری غیراخلاقی تشخیص داده شد، اما فیلم چند سال اکران شد.
راسل در دهه ۱۹۵۰ با فیلم‌هایی مانند «آتش در خون» موقعیت خود را در هالیوود تثبیت کرد، اما شهرت واقعی به عنوان هنرپیشه‌ای بااستعداد با فیلم «آقایان موطلایی‌ها را ترجیح می‌دهند» ساخته هاوارد هاکس (۱۹۵۳) رقم خورد. در این فیلم راسل همبازی مریلین مونرو بود. او در این فیلم در کنار مونرو که نقش یک دختر بلوند سبکسر را ایفا می‌کرد، در نقش یک دختر قابل اعتماد با گیسوان سیاه ظاهر شد و در عالم سینما درخشید.
راسل پس از افول در سینما از اوایل دهه ۱۹۶۰ به کار در صحنه تئاتر برادوی پرداخت و تا سالهای آخر زندگی‌اش، به رقص و آواز پرداخت. راسل روز دوشنبه ۲۸ فوریه ۲۰۱۱ در سن ۸۹ سالگی در خانه‌اش در شهر سانتا ماریا ایالت کالیفرنیا درگذشت.

## زندگی شخصی
جین راسل نخستین بار (۱۹۴۳) با یک ستاره فوتبال ازدواج کرد، اما پس از سه سال از هم طلاق گرفتند. همسر دومش (۱۹۶۸) فقط چند ماه پس از ازدواج با او درگذشت. ازدواج سوم راسل (۱۹۷۴) بیشتر دوام داشت و تا زمان مرگ شوهرش در سال ۱۹۹۹ با هم زندگی کردند.

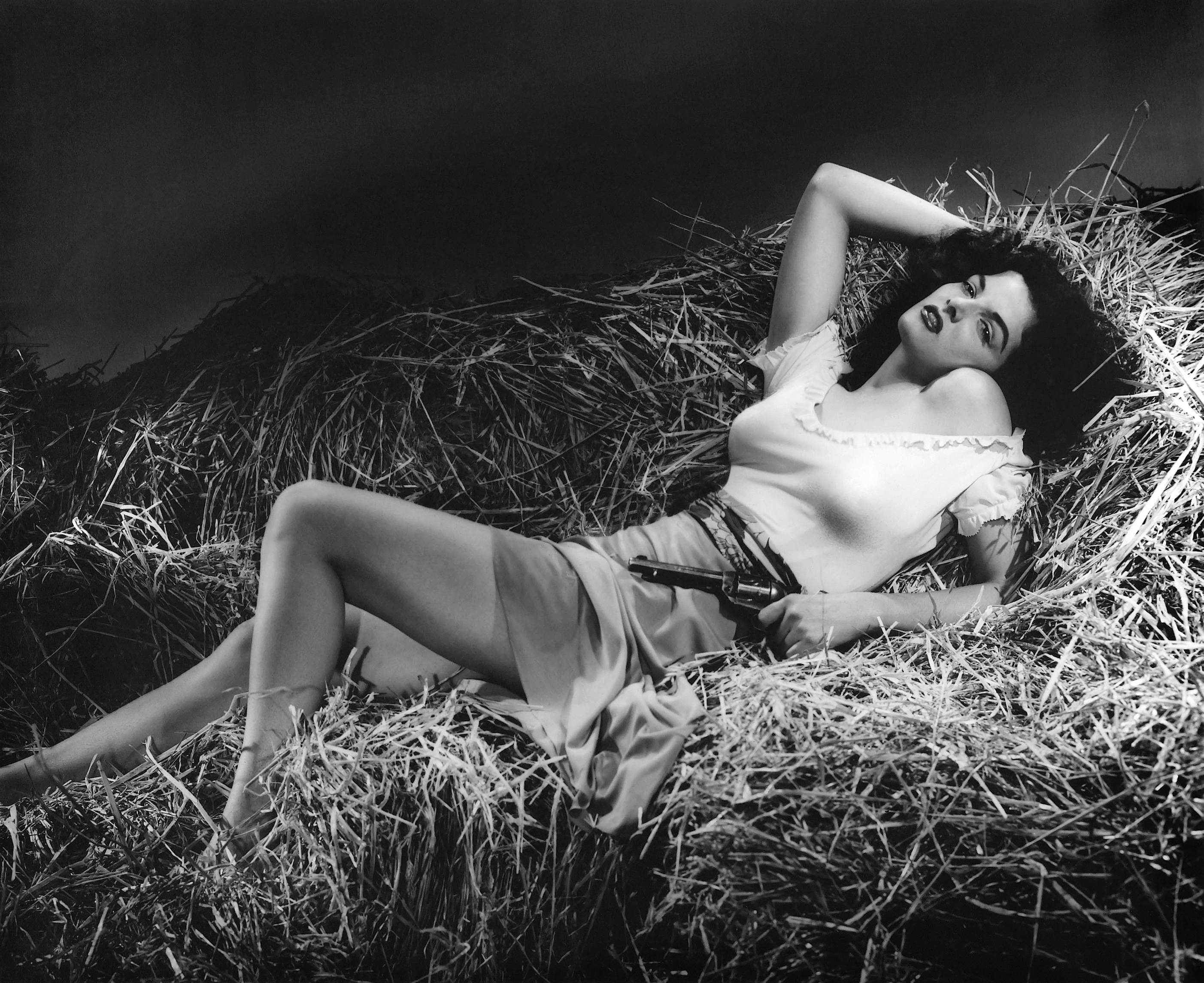
جین راسل در سال ۱۹۴۳ با بازی در فیلم وسترن یاغی به سوژه داغ رسانه‌های جمعی بدل شد. مقامات وقتِ ادارهٔ سانسور ایالات متحده، فیلم را اثری «غیراخلاقی» تشخیص دادند، و این همه به خاطر پستان‌های برجستهٔ جین راسل بود. فیلم یاغی تنها چند سال بعد به‌طور رسمی به روی اکران عمومی رفت.

## فیلم‌شناسی
- یاغی (۱۹۴۳)
- بیوه جوان (۱۹۴۶)
- The Paleface (۱۹۴۸)
- His Kind of Woman (۱۹۵۱)
- دو دینامیت (۱۹۵۱)
- داستان لاس وگاس (۱۹۵۲)
- ماکائو (۱۹۵۲)
- Son of Paleface (۱۹۵۲)
- مونتانا بل (۱۹۵۲)
- جاده تا بالی (۱۹۵۲; تک‌جلوه)
- آقایان موطلایی‌ها را ترجیح می‌دهند (۱۹۵۳)
- خط فرانسه (۱۹۵۴)
- زیرآب! (۱۹۵۵)
- Foxfire (۱۹۵۵)
- مرد بلند قد (۱۹۵۵)
- Gentlemen Marry Brunettes (۱۹۵۵)
- نژاد اصیل (۱۹۵۶)
- شورش میمی استور (۱۹۵۶)
- The Fuzzy Pink Nightgown (۱۹۵۷)
- Fate Is the Hunter (۱۹۶۴; تک‌جلوه)
- جانی رنو (۱۹۶۶)
- ویکو (۱۹۶۶)
- Born Losers (۱۹۶۷)
- Darker than Amber (1970)